# Strawberry (album)
Albums de CoCo
Snow Garden
(1990)
Singles
Strawberry est le 1er album du groupe de J-pop CoCo, sorti en 1990.

## Présentation
L'album sort le 14 mars 1990 au Japon sous le label Pony Canyon, aux formats CD et K7. Il atteint la 2e place du classement des ventes de l'Oricon, et reste classé pendant dix semaines ; il restera l'album le plus vendu du groupe. Les premiers exemplaires de l'album (first press) incluent un calendrier en supplément.
L'album contient dix pistes, dont un titre instrumental, et les quatre titres déjà parus en faces A et B des deux premiers singles du groupe sortis précédemment : Equal Romance et Hanbun Fushigi. Les titres de l'album ont été écrits par divers artistes, dont Neko Oikawa qui a écrit les paroles de la moitié d'entre eux. Trois des chansons de l'album, Sayonara Kara Hajimaru Monogatari et les chansons-titre des deux singles, figureront aussi sur la compilation CoCo Ichiban! qui sortira l'année suivante.

## Liste des titres
| 1.  | Out of Blue ~Futari no Densetsu~ (OUT of BLUE～ふたりの伝説～)    | 4:06 |
| 2.  | Equal Romance (EQUALロマンス)                                     | 4:28 |
| 3.  | Ame no Jealousy (雨のジェラシー)                                  | 3:15 |
| 4.  | Otome no Rehearsal (乙女のリハーサル) ("face B" de Equal Romance) | 4:12 |
| 5.  | Tenshi no Chime (天使のチャイム) ("face B" de Hanbun Fushigi)     | 3:18 |
| 6.  | Haru - Milkyway (春・ミルキーウェイ)                              | 4:10 |
| 7.  | Misty Heart (Instrumental)                                        | 4:56 |
| 8.  | Hanbun Fushigi (はんぶん不思議～)                                 | 3:50 |
| 9.  | Sayonara Kara Hajimaru Monogatari (さよならから始まる物語)        | 4:08 |
| 10. | Yume wa Nemuranai (夢は眠らない)                                  | 4:31 |